# Sergei Terehhov
Sergei Terehhov (* 18. April 1975 in Pärnu) ist ein ehemaliger estnischer Fußballspieler, der vorwiegenden im Mittelfeld spielt und zuletzt bei JK Nõmme Kalju unter Vertrag stand. Von 1997 bis 2007 spielte Terehhov für die Estnische Fußballnationalmannschaft, für die er über 90 Spiele bestritt. Beim estnischen Pokal stand Terehhov 2008/09 mit JK Nõmme Kalju im Finale allerdings scheiterte man mit 3:4 im Elfmeterschießen an Flora Tallinn.